# シャード (潜水艦)
シャード (USS Shad, SS-235) は、アメリカ海軍の潜水艦。ガトー級潜水艦の一隻。艦名は大西洋および地中海に生息するニシン目魚の一種アロサ（ニシンダマシ）に因む。その名を持つ艦としては2隻目。

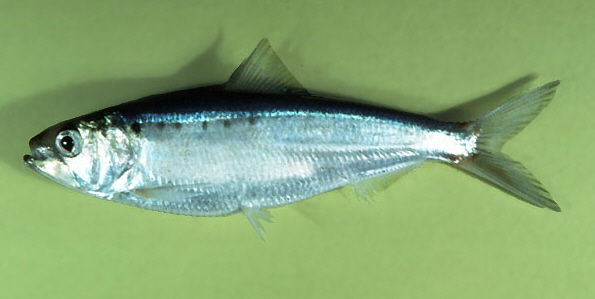
アメリカン・シャッド（American shad）

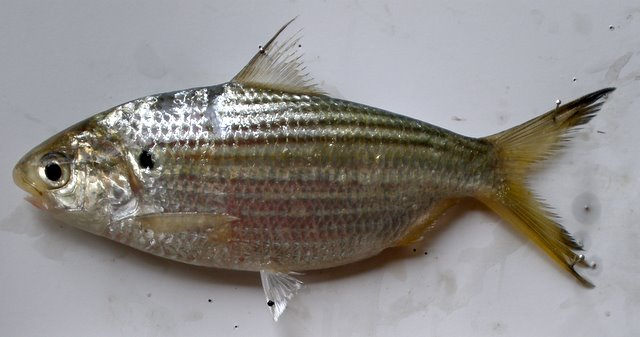
ショートノーズ・ギザードシャッド（Shortnose gizzard shad）

## 艦歴
「シャード」は1941年10月24日にメイン州キタリーのポーツマス海軍造船所で起工する。1942年4月15日にプリシラ・オールデン・ダドレーによって進水し、艦長エドガー・J・マクレガー3世少佐（アナポリス1930年組）の指揮下1942年6月12日に就役する。ニューイングランド沖での調整を終えると、反攻しつつあった大西洋方面の戦闘に投入された。

### 大西洋での第1から第5の哨戒 1942年10月 - 1943年7月
10月19日、「シャード」は最初の哨戒でモロッコ沿岸に向かった。トーチ作戦準備のために上陸予定地を偵察。この哨戒で攻撃の機会はなかった。11月23日、35日間の行動を終えてコーンウォールのファルマスに帰投した。この後、スコットランドのロスネースに回航された。
12月20日、2回目の哨戒でビスケー湾およびスペイン沿岸に向かった。同方面で遭遇した船舶の大半は中立国スペインの船舶だったが、1943年1月4日朝に、北緯43度54分08秒 西経02度42分04秒 / 北緯43.90222度 西経2.70111度のビスケー湾でドイツ掃海艇「M4242」とはしけを浮上砲戦で撃沈。1月9日朝には北緯43度44分05秒 西経02度27分06秒 / 北緯43.73472度 西経2.45167度の地点でトロール船風のタグボートを発見して魚雷を2本発射するが、命中しなかった。1月25日にも北緯43度27分08秒 西経02度59分02秒 / 北緯43.45222度 西経2.98389度の地点でドイツの封鎖突破船「ノルドフェルス (Nordfels) 」を発見し、三度にわたって魚雷を計7本発射して2本を命中させ撃破した。2月12日、44日間の行動を終えてクライド湾に帰投した。
3月7日、3回目の哨戒でビスケー湾に向かった。4月1日未明には、北緯44度37分 西経02度18分 / 北緯44.617度 西経2.300度の地点でドイツ駆逐艦の厳重な護衛がついたイタリアの封鎖突破船「ピエトロ・オルセオーロ (Pietro Orseolo) 」を発見し、魚雷を計8本発射。封鎖突破船と護衛のうちの2隻を沈めたとし、マクレガーはイギリスの殊勲十字章を授与されたが、実際は「ピエトロ・オルセオーロ」に1本が命中したのみであった。
4月12日、37日間の行動を終えてクライド湾に帰投。艦長がローランド・F・プライス少佐（アナポリス1927年組）に代わった。
5月4日、4回目の哨戒でノルウェー海域に向かった。しかし、この哨戒では敵艦船を見ることはなかった。6月16日、43日間の行動を終えてクライド湾に帰投。マクレガー少佐が艦長として復帰した。
7月5日、5回目の哨戒で大西洋に向かった。この哨戒は、アメリカへの帰還のついでに行われた形となった。7月27日、19日間の行動を終えてコネチカット州ニューロンドンに帰投。ニューロンドンで一旦修理された後、この方面に投入されていた「バーブ (USS Barb, SS-220) 」など他のガトー級潜水艦とともに太平洋の前線に移動し、対日戦に参加することとなった。9月7日に真珠湾に到着した「シャード」は、二週間の間潜航の間に受けた損傷の修理を受けた。

### 第6の哨戒 1943年9月 - 11月
9月28日、「シャード」は6回目の哨戒で東シナ海および黄海方面へ向かった。この哨戒はアメリカにおいてウルフパックが実戦に投入された最初だった。ウルフパックは「シャード」「セロ (USS Cero, SS-225) 」および「グレイバック (USS Grayback, SS-208) 」から構成され、「セロ」に座乗したチャールズ・モンセン司令の指揮を受けた。ウルフパックは10月12日にセロが特務艦「間宮」を撃破したが、「シャード」も同日に北緯28度30分 東経137度17分 / 北緯28.500度 東経137.283度の地点で「セロ」とともに輸送船団を発見して魚雷を3本発射したが、命中しなかった。10月14日には「グレイバック」がサ13船団に対して攻撃を行い、特設運送船（応急タンカー）「高瑞丸」（高千穂商船、7,072トン）を撃沈していた。10月21日深夜、「シャード」は北緯29度10分 東経123度58分 / 北緯29.167度 東経123.967度の上海沖で2隻の巡洋艦と3隻の護衛艦と目された船団を発見した。この船団は上海からラバウルに陸軍兵士を輸送する丁四号輸送部隊の軽巡洋艦「那珂」と「五十鈴」、特設運送船「護国丸」（大阪商船、10,438トン）と「清澄丸」（国際汽船、8,613トン）、駆逐艦「山雲」であった。10月22日2時13分、北緯28度40分 東経124度07分 / 北緯28.667度 東経124.117度の地点に至った「シャード」は主に「那珂」に向けて艦首と艦尾の全ての発射管から計10本もの魚雷を発射したが、「山雲」の爆雷攻撃を受け回避のためにやむを得ず、より深く潜航せざるを得なかった。「那珂」は発射された魚雷を1本目は回避したが、2本目が右舷側の艦橋横に命中したものの、命中角度が鋭すぎたため信管が作動せず船体がへこんだだけだった。しかし、「シャード」は「魚雷を発射して、何本かは巡洋艦に命中した」と報告した。10月27日未明、「シャード」と「グレイバック」は北緯28度25分 東経130度02分 / 北緯28.417度 東経130.033度の奄美大島曽津高崎灯台西方海域でマ08船団を発見。船団には駆逐艦「汐風」が護衛についていた。0時27分、「シャード」は船団中の貨客船「賀茂丸」（日本郵船、8,524トン）に対して魚雷を3本発射し、そのうちの魚雷1本が命中した同船は航行不能ののち、沈没を防ぐべく応急修理の上、22時30分ごろに修理のため奄美大島久慈湾に座礁した。その「賀茂丸」を救助するため近寄ってきた貨客船「富士丸」（日本郵船、9,138トン）に6時20分ごろ、「グレイバック」が魚雷を命中させてこれを撃沈。残る貨客船「鴨緑丸」（大阪商船、7,362トン）は「富士丸」遭難者の救助を行ったのち一旦避退したものの、進路を戻して航行中の12時25分に「グレイバック」の射程内に入り、魚雷1本が命中したが不発に終わった。11月25日、「シャード」は58日間の行動を終えて真珠湾に帰投。サンフランシスコに回航され、ベスレヘム・スチールでオーバーホールに入った。オーバーホールの間に、艦長がローレンス・V・ユーリン少佐（アナポリス1937年組）に代わった。オーバーホール終了後、1944年5月11日に真珠湾に戻ってきた。

### 第7の哨戒 1944年8月 - 10月

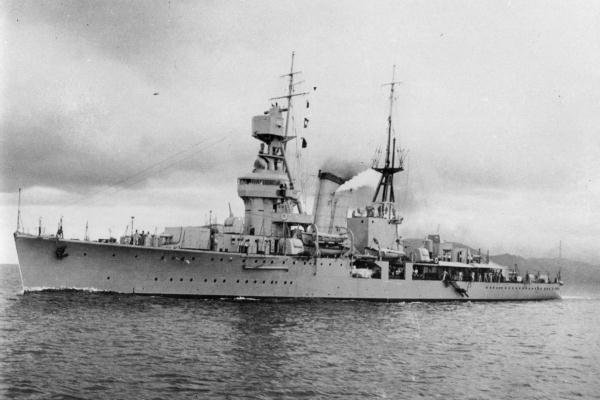
海防艦「五百島」（1932年。中華民国海軍巡洋艦「寧海」時代）

8月12日、「シャード」は7回目の哨戒で日本近海に向かった。8月30日朝、北緯31度19分 東経140度28分 / 北緯31.317度 東経140.467度の地点で2隻の小型哨戒艇によって護衛された2,000トン級輸送船団を発見し、魚雷を3本発射して1本命中させたと判断されたが、護衛艦の反撃を受けて退避せざるを得なかったため取り逃がした。9月3日にも北緯33度44分 東経136度06分 / 北緯33.733度 東経136.100度の地点で4,500トン級輸送船と2隻の海上トラックからなる輸送船団を発見し、魚雷を2本発射して1本が命中したと判断される。9月14日には北緯34度34分 東経138度38分 / 北緯34.567度 東経138.633度の駿河湾近海で4,200トン級輸送船と2隻の護衛艦を発見し、魚雷を3本発射したが命中しなかった。9月16日朝にも北緯34度33分 東経138度27分 / 北緯34.550度 東経138.450度の地点で特設運送船「筥崎丸」（日本郵船、10,413トン）に対して魚雷を4本発射し、3本の魚雷が命中したと判断されたが、実際には筥崎丸に被害はなかった。この攻撃の後、護衛艦からの2時間の爆雷攻撃を受けたが、「シャード」はこれに耐えた。9月18日未明、北緯34度23分 東経138度30分 / 北緯34.383度 東経138.500度の御前崎の南方で、2つの目標をレーダーで捕捉した。すぐに攻撃を行わず追跡を続け、9月19日に入って、相手は千鳥型水雷艇と思しき艦艇と小型艦と判断された。「シャード」は浮上して目標を追跡し、やがて潜航した。この目標、海防艦「五百島」と「第47号駆潜艇」はこの時、小笠原諸島防衛のための特殊潜航艇を輸送しており、「五百島」が特殊潜航艇を曳航していた。未明2時過ぎ、「シャード」は北緯33度40分 東経138度18分 / 北緯33.667度 東経138.300度の地点で「五百島」に向けて魚雷を4本発射し、やがて3つの爆発音が聞こえる。「シャード」は目標がどうなったか観測しようとしたが、「第47号駆潜艇」が向かってきたので、深深度潜航で退避せざるを得なかった。爆雷による反撃を受けたが大したことはなく、「五百島」は5時2分に沈没した。9月21日には、北緯34度23分 東経139度43分 / 北緯34.383度 東経139.717度の新島沖で特設掃海艇「第二文丸」（西大洋漁業、297トン）を発見し、魚雷を3本発射して1本を命中させて撃沈した。9月22日未明、北緯33度30分 東経139度47分 / 北緯33.500度 東経139.783度の地点で、おそらく敵の潜水艦によって発射された2本の魚雷を巧みな操艦によってかわし、うち1本は「シャード」から18m離れた場所を通っていった。翌9月23日、北緯34度24分 東経138度35分 / 北緯34.400度 東経138.583度の地点で1隻の輸送船と2隻の護衛艦からなる輸送船団を発見し、9月24日に入って北緯34度43分 東経139度04分 / 北緯34.717度 東経139.067度の地点で中型輸送船に対して魚雷を4本発射し、1本が命中と判断された。この後台風に遭遇したが、乗り切った。10月1日、50日間の行動を終えてミッドウェー島に帰投した。

### 第8、第9の哨戒 1944年10月 - 1945年3月
10月25日、「シャード」は8回目の哨戒で「レッドフィッシュ (USS Redfish, SS-395) 」および「スレッシャー (USS Thresher, SS-200) 」とともにウルフパックを構成し、台湾近海および東シナ海に向かった。11月2日にサイパン島に寄港の後、哨区に到着。11月17日未明には北緯24度10分 東経121度57分 / 北緯24.167度 東経121.950度の地点で病院船を目撃、11月22日夜には北緯24度10分 東経122度21分 / 北緯24.167度 東経122.350度の花蓮港沖で輸送船団を発見し、北緯24度16分 東経122度28分 / 北緯24.267度 東経122.467度の地点に至り千鳥型水雷艇と思しき艦艇に対して魚雷を3本発射したが命中しなかった。11月26日に「レッドフィッシュ」と合流してサイパン島に向かい、翌27日に到着。補給後、再び東シナ海で哨戒を行った。しかし、この哨戒では戦果がなかった。1945年1月5日、63日間の行動を終えて真珠湾に帰投。乗組員の休暇と修理が行われた。
1月31日、9回目の哨戒で「ピート (USS Peto, SS-265) 」および「スレッシャー」とともにルソン海峡および南シナ海に向かった。2月12日にサイパン島で給油を行った後、哨区に到着。3月5日夜には敵の魚雷攻撃を受けて危機に陥った。3本の魚雷が艦首を横切ったが、被害はなかった。この哨戒で3月6日に北緯20度54分 東経112度41分 / 北緯20.900度 東経112.683度の地点で輸送船団、3月8日に北緯19度27分 東経111度33分 / 北緯19.450度 東経111.550度の地点で小型艦艇、3月12日に北緯20度09分 東経111度53分 / 北緯20.150度 東経111.883度の地点で輸送船団をそれぞれ発見し、攻撃を試みたもののすべてが護衛艦によって阻止され、攻撃の機会は無かった。 3月30日、57日間の行動を終えてグアムアプラ港に帰投。艦長がドナルド・L・メロップ少佐（アナポリス1937年組）に代わった。

### 第10、第11の哨戒 1945年5月 - 8月
5月3日、「シャード」は10回目の哨戒で「バラオ (USS Balao, SS-285) 」「ドラゴネット (USS Dragonet, SS-293) 」および「スパイクフィッシュ (USS Spikefish, SS-404) 」とともにウルフパックを構成して東シナ海および黄海に向かった。この頃には主だった日本の艦船はほとんど撃沈されていたが、わずかにそれなりの船舶は残っていた。5月15日夜、「シャード」は北緯33度42分 東経126度37分 / 北緯33.700度 東経126.617度の済州島近海で「2,800トン級タンカー」を発見して魚雷を4本発射し、そのうちの1本が命中し目標を撃沈したと判断される。2日後の5月17日の夜には、北緯35度42分 東経126度13分 / 北緯35.700度 東経126.217度の地点で大きい輸送船と二隻の護衛艦を発見。4本の魚雷を発射し、素早く距離を取った。魚雷のうち1本の魚雷が前方の輸送船「長山丸」（大連汽船、3,938トン）に命中し轟沈させた。 護衛艦の追撃を受けたものの「シャード」は逃げ切り、哨戒を再開した。5月20日夜にも北緯36度15分 東経125度22分 / 北緯36.250度 東経125.367度の地点で2隻の水雷艇と思しき艦船を発見し、二度にわたって魚雷を3本ずつ計6本発射したが命中しなかった。6月6日には北緯33度28分 東経127度34分 / 北緯33.467度 東経127.567度の地点で50トン級ジャンクを40ミリ機関砲と20ミリ機銃の射撃で沈め、翌6月7日には、北緯33度55分 東経126度50分 / 北緯33.917度 東経126.833度の地点で陸軍船「梓丸」 （丸辰海運、1,370トン）に対して魚雷を4本発射し、2本を命中させて撃沈した。6月16日、45日間の行動を終えてミッドウェー島に帰投した。 
7月11日、11回目の哨戒で南鳥島方面に向かった。この哨戒では南鳥島沖での救助任務がメインであった。8月15日に洋上で終戦の情報を受け取り、翌16日に2発の浮遊機雷を銃撃で爆破した。8月22日、41日間の行動を終えてミッドウェー島に帰投した。

### 戦後
「シャード」はミッドウェー島で修理を実施し、本土に帰還する。9月20日にルイジアナ州ニューオーリンズに到着し、「シャード」の戦争は終わった。その後は予備役となり、第1海軍管区で予備役訓練艦として訓練任務に従事する。訓練任務は1960年4月1日に除籍されるまで続き、その後はニュージャージー州カーニーのルリア・ブラザーズ社にスクラップとして売却された。
「シャード」は第二次世界大戦の戦功で6個の従軍星章を受章した。